# Thranius irregularis
Thranius irregularis es una especie de escarabajo longicornio del género Thranius, tribu Thraniini, subfamilia Cerambycinae. Fue descrita científicamente por Pic en 1927.

## Descripción
Mide 20 milímetros de longitud.

## Distribución
Se distribuye por Vietnam.